# Municipio Moro Moro
Das Municipio Moro Moro ist ein Verwaltungsbezirk im Departamento Santa Cruz im südamerikanischen Anden-Staat Bolivien.

## Lage im Nahraum
Das Municipio Moro Moro ist eines von fünf Municipios der Provinz Vallegrande und umfasst die nordwestlichen Bereiche der Provinz. Es grenzt im Nordwesten an die Provinz Manuel María Caballero, im Westen an das Departamento Cochabamba, im Südosten an das Municipio Vallegrande, im Osten an das Municipio Trigal und im Nordosten an die Provinz Florida.
Das Municipio erstreckt sich zwischen etwa 18° 09' und 18° 31' südlicher Breite und 64° 13' und 64° 30' westlicher Länge, seine Ausdehnung von Westen nach Osten beträgt bis zu 25 Kilometer und von Norden nach Süden bis zu 40 Kilometer. Es umfasst mit seinem südlichen Teil das Tal des Río Pajcha bis zur Mündung in den Río Mizque, die nördliche Hälfte des Municipios ist weitgehend abflusslos. Das Municipio ist zwischen nord-südlich verlaufende Bergrücken eingebettet, die Höhen von bis nahe 3000 m erreichen.
Das Municipio umfasst 43 Gemeinden (localidades), der zentrale Ort des Municipios ist die Ortschaft Moro Moro mit 625 Einwohnern (Volkszählung 2012) im zentralen östlichen Teil des Municipios.

## Geographie
Das Municipio Moro Moro liegt im Übergangsbereich zwischen der Anden-Gebirgskette der Cordillera Oriental im Norden und der Cordillera Central im Südwesten, und dem bolivianischen Tiefland im Osten. Das Klima in der geschützten Tallage ist ganzjährig gemäßigt und ausgeglichen, weniger mild als im benachbarten Municipio Vallegrande.
Die mittlere Durchschnittstemperatur der Region liegt bei 13 °C (siehe Klimadiagramm Moro Moro) und schwankt nur unwesentlich zwischen 10 °C im Juli und 15 °C von November bis Januar. Der Jahresniederschlag beträgt etwa 560 mm, mit einer Trockenzeit von Mai bis September mit Monatsniederschlägen unter 20 mm, und einer Feuchtezeit von Dezember bis Februar mit knapp über 100 mm Monatsniederschlag.

## Bevölkerung
Die Einwohnerzahl des Municipios ist zwischen 1992 und 2024 um etwa ein Drittel zurückgegangen:
| Jahr | Einwohner | Quelle       |
| ---- | --------- | ------------ |
| 1992 | 3863      | Volkszählung |
| 2001 | 3366      | Volkszählung |
| 2012 | 2767      | Volkszählung |
| 2024 | 2811      | Volkszählung |

Die Bevölkerungsdichte des Municipios bei der letzten Volkszählung von 2024 betrug 4,0 Einwohner/km², der Alphabetisierungsgrad bei den über 15-Jährigen war von 77,3 Prozent (1992) auf 83,9 Prozent angestiegen. Die Lebenserwartung der Neugeborenen betrug 60,9 Jahre, die Säuglingssterblichkeit war von 6,4 Prozent (1992) auf 7,6 Prozent im Jahr 2001 angestiegen.
99,9 Prozent der Bevölkerung sprechen Spanisch, 1,9 Prozent sprechen Quechua und 0,1 Prozent Aymara. (2001)
89,3 Prozent der Bevölkerung haben keinen Zugang zu Elektrizität, 90,3 Prozent leben ohne sanitäre Einrichtung (2001).
79,9 Prozent der 890 Haushalte besitzen ein Radio, 11,7 Prozent einen Fernseher, 21,3 Prozent ein Fahrrad, 7,3 Prozent ein Motorrad, 4,4 Prozent ein Auto, 0,4 Prozent einen Kühlschrank, und 0,3 Prozent ein Telefon. (2001)

## Politik
Ergebnis der Regionalwahlen (concejales del municipio) vom 4. April 2010:
| Wahl- berechtigte |  | Wahl- beteiligung | gültige Stimmen |  | VERDES | MAS-IPSP | TODOS |
| ----------------- |  | ----------------- | --------------- |  | ------ | -------- | ----- |
| 1.388             |  | 1.251             | 1.066           |  | 658    | 404      | 4     |
|                   |  | 90,1 %            | 85,2 %          |  | 61,7 % | 37,9 %   | 0,4 % |

Ergebnis der Regionalwahlen (elecciones de autoridades políticas) vom 7. März 2021:
| Wahl- berechtigte |  | Wahl- beteiligung | gültige Stimmen |  | CREEMOS | MAS-IPSP | UNIDOS | SOL    | ASIP   | MNR    |
| ----------------- |  | ----------------- | --------------- |  | ------- | -------- | ------ | ------ | ------ | ------ |
| 1.749             |  | 1.588             | 1.346           |  | 655     | 592      | 54     | 22     | 17     | 6      |
|                   |  | 90,79 %           | 84,76 %         |  | 48,66 % | 43,98 %  | 4,01 % | 1,63 % | 1,26 % | 0,45 % |

## Gliederung
Das Municipio Moro Moro untergliedert sich in die folgenden fünf Kantone (cantones):
- Cantón Abra el Astillero (im südwestlichen Teil des Municipio) – 3 Vicecantones – 8 Gemeinden – 549 Einwohner (2001)
- Cantón Añapancu (im südöstlichen Teil des Municipio) – 3 Vicecantones – 4 Gemeinden – 160 Einwohner
- Cantón Ariruma (im östlichen Teil des Municipio) – 7 Vicecantones – 12 Gemeinden – 1.074 Einwohner
- Cantón La Laja (im nordöstlichen Teil des Municipio) – 2 Vicecantones – 3 Gemeinden – 348 Einwohner
- Cantón Moro Moro (im zentralen und westlichen Teil des Municipio) – 6 Vicecantones – 16 Gemeinden – 1.235 Einwohner

## Ortschaften im Municipio
- Moro Moro 625 Einw. – La Laja 349 Einw. – Alto Veladero 292 Einw. (2012)